# Lengua de señas francesa

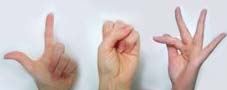
Lengua de signos francesa

La lengua de señas francesa (en francés langue des signes française o LSF) es la lengua de señas de las personas sordas en Francia. Según la revista Ethnologue, este tiene entre 50 000 a 100 000 usuarios. 
La lengua de señas francesa está filogenéticamente emparentada con la lengua de señas holandesa (NGT), lengua de señas irlandesa (ISL), la lengua de señas americana (ASL), la lengua de señas de Quebec (LSQ), la lengua de señas española y el resto de lenguas de señas de la península ibérica, y muchas en Latinoamérica como las lenguas de señas de Chile, de México o de Venezuela.
También presenta algunas similitudes con lenguas aparecidas posteriormente como la lengua de señas alemana (DGS), lengua de señas flamenca (VGT), lengua de señas belga francófona (LSFB). Se discute si existe un parentesco filogenético con estas lenguas y la lengua que dio origen a la lengua de señas francesa.

## Historia
La lengua de señas francesa se ha atribuido ocasionalmente al trabajo de Charles-Michel de l'Épée (l'abbé de l'Épée). Sin embargo, parece que De l'Épée descubrió accidentalmente esta lengua de señas. Habiéndose refugiado en una casa cercana para escapar de la lluvia, De l'Épée encontró a dos hermanas gemelas sordas, que se comunicaban mediante señas. De l'Épée quedó impresionado por la riqueza y la complejidad de la lengua de señas que usaban las gemelas para comunicarse entre sí y con la comunidad parisiense sorda. De l´Epée se propuso aprender dicha lengua, que se conoce como antigua lengua de señas francesa.
A partir de sus trabajo sobre la lengua De l'Épée estableció una escuela gratuita para sordos. En esta escuela, él desarrolló un sistema que llamó "señas metódicas", para enseñar a sus estudiantes cómo leer y escribir. De l´Epée pudo finalmente hacer demostraciones públicas (1771 a 1774) de su sistema, demostraciones que despertaron la atención de educadores y celebridades de todas partes del continente y que popularizaron la idea de que el sordo podría ser educado, especialmente por gestos. 
Las señas metódicas que él creó fueron una mezcla de palabras de lenguaje por señas que él había aprendido con algunos términos gramaticales que él inventó. La combinación resultante, un idioma artificial, fue más que complicado y completamente inutilizable por sus estudiantes. Por ejemplo, donde su sistema construiría elaboradamente la palabra "ininteligible" con una cadena de 5 señas (“interior-comprender-posible-adjectivo-no”), el lenguaje natural sordo solamente diría “comprender-imposible”. LSF no fue inventado por L´Ebée, pero por sus importantes contribuciones a la comunidad sorda hicieron reconocer que el sordo no necesitaba el lenguaje hablado para poder pensar, y para acelerar indirectamente el crecimiento natural del lenguaje en virtud de poner a muchos estudiantes sordos bajo un solo techo. 
La lengua de señas francesa floreció desde este punto hasta finales del siglo XIX en el que durante mucho tiempo había desarrollado un cisma entre las escuelas de pensamiento manualistas y oralistas. En 1880 el Congreso Internacional de Maestros de Milán para el Sordomudo se reunió y decidió que la tradición de los oralistas sería preferida. Con el tiempo, el uso de lenguaje por señas fue tratado como una barrera para aprender a hablar, y de ese sentido fue prohibido en el aula de clases. 
Esta situación permaneció sin cambios en Francia hasta finales de la década de 1970, cuando la comunidad sorda comenzó a militar para el reconocimiento más grande del lenguaje por señas y para un sistema de educación bilingüe. En 1991 la Asamblea Nacional de Francia aprobó la Ley Fabius, autorizando oficialmente el uso de LSF para la educación de los niños sordos. Una ley fue aprobada en 2004 reconociendo completamente el LSF como un idioma en su propio derecho.

## El alfabeto
El alfabeto manual francés se utiliza para distinguir los signos del LSF e incorporar palabras francesas al firmar.